# Astragalus inyoensis
Astragalus inyoensis är en ärtväxtart som beskrevs av Edmund Perry Sheldon. Astragalus inyoensis ingår i släktet vedlar, och familjen ärtväxter. Inga underarter finns listade i Catalogue of Life.